# Багряный, Иван Павлович
Ива́н Па́влович Багря́ный (укр. Іва́н Па́влович Багря́ний; настоящая фамилия Лозовяга, русифицированный вариант Лозовягин, укр. Лозов'яга, Лозов'ягін; 1906—1963) — украинский прозаик, поэт и публицист, драматург, политический деятель.

## Молодость
Родился 2 октября 1906 года (19 сентября 1906 года по старому стилю) в семье каменщика. Получил среднее образование, в 1920 году поступил в слесарную школу, затем в художественно-керамическую школу. Из-за украиноязычия и патриотического настроя молодого человека, сверстники долгое время издевались над ним и называли «мазепинцем», что, возможно, в будущем послужило одной из причин вступления в ОУН.
В годы Гражданской войны и в начале 1920-х годах находился на советской общественно-политической работе, однако в 1925 году вышел из рядов комсомола. С 1926 начинает заниматься литературной деятельностью (дебют в киевском журнале «Глобус»), входит в группу «МАРС», где сближается с Е. Плужником, Г. Косынкой, В. Пидмогильным. Публикуется в «Глобус», «Всесвіт», «Життя й революція», «Червоний кордон», «Червоний шлях» и др.
В 1930 году опубликован роман в стихах «Скелька». Официальной реакцией стала статья А. Правдюка «Куркульським шляхом» («Кулацкой дорогой» в журнале «Критика»).

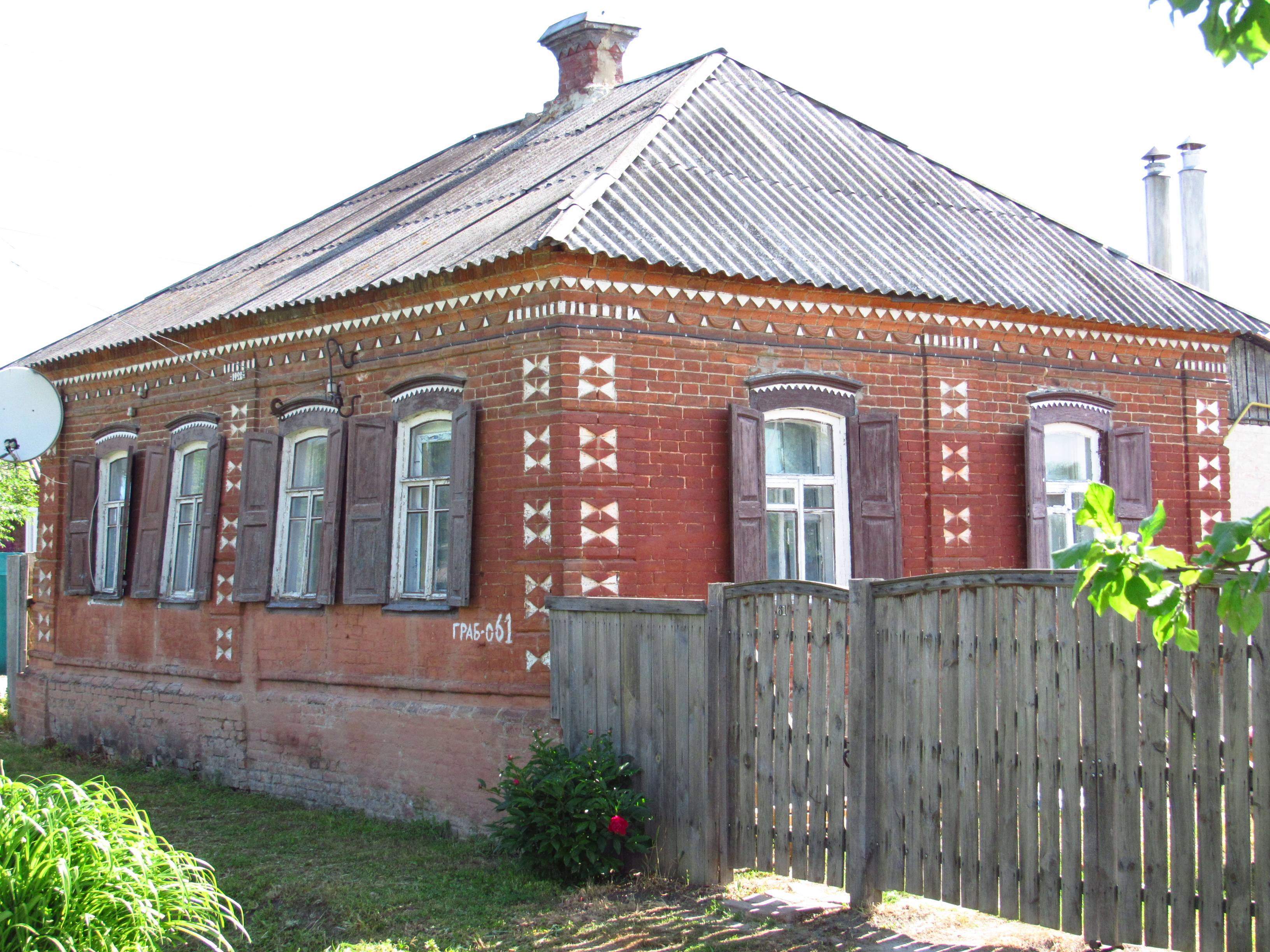
Дом, в котором жил Иван Багряный. Ахтырка

## Аресты, заключения
В 1920—1930 годах Иван Багряный участвовал в деятельности литературного объединения «Мастерская революционного слова». 16 апреля 1932 года арестован в Харькове по обвинению в «проведении контрреволюционной агитации» в своих литературных произведениях, таких, как поэма «Ave Maria» (1929), исторический роман «Скелька», поэмы «Тінь», «Вандея», «Гутенберг», социальная сатира «Батіг». Провёл несколько месяцев в камере одиночного заключения во внутренней тюрьме ОГПУ. 25 октября 1932 года отправлен на 3 года в спецпоселение на Дальний Восток. Безуспешно пытался бежать, срок продлён на 3 года, но отбывать его пришлось уже в лагере БАМ.
В 1937 году бежал, однако уже 16 июня 1938 года был повторно арестован и сидел в Харьковской тюрьме УГБ-НКВД на Холодной горе. Багряному инкриминируют участие или даже руководство националистической контрреволюционной организацией. 1 апреля 1940 года принято постановление, в котором отмечалось, что все свидетельства о контрреволюционной деятельности относятся к 1928—1932 годах , за что он уже был осуждён, а «…другими сведениями об антисоветской деятельности Багряного-Лозовягина следствие не располагает».
Автобиографические подробности о пяти годах заключения Багряный использовал в романе «Сад Гефсиманский».

## Во время войны
Великая Отечественная война застала писателя в Ахтырке, где он работал декоратором в местном театре. Он стал участвовать в украинском национальном движении, работал редактором оккупационной газеты «Голос Охтирщини».
C наступлением советских войск вслед за немцами в 1943 году бежал на запад — в Галицию, работал в ОУН-овской референтуре пропаганды, писал песни на национальные темы, различные статьи, рисовал агитационные карикатуры и плакаты. Принимал участие в создании Украинского главного освободительного совета (УГВР), в разработке его программных документов. В то же время продолжал заниматься литературной деятельностью. В 1944 году написал роман «Звіролови» (позднее известный как «Тигроловы»), поэму «Гуляй-Поле».

## Эмиграция

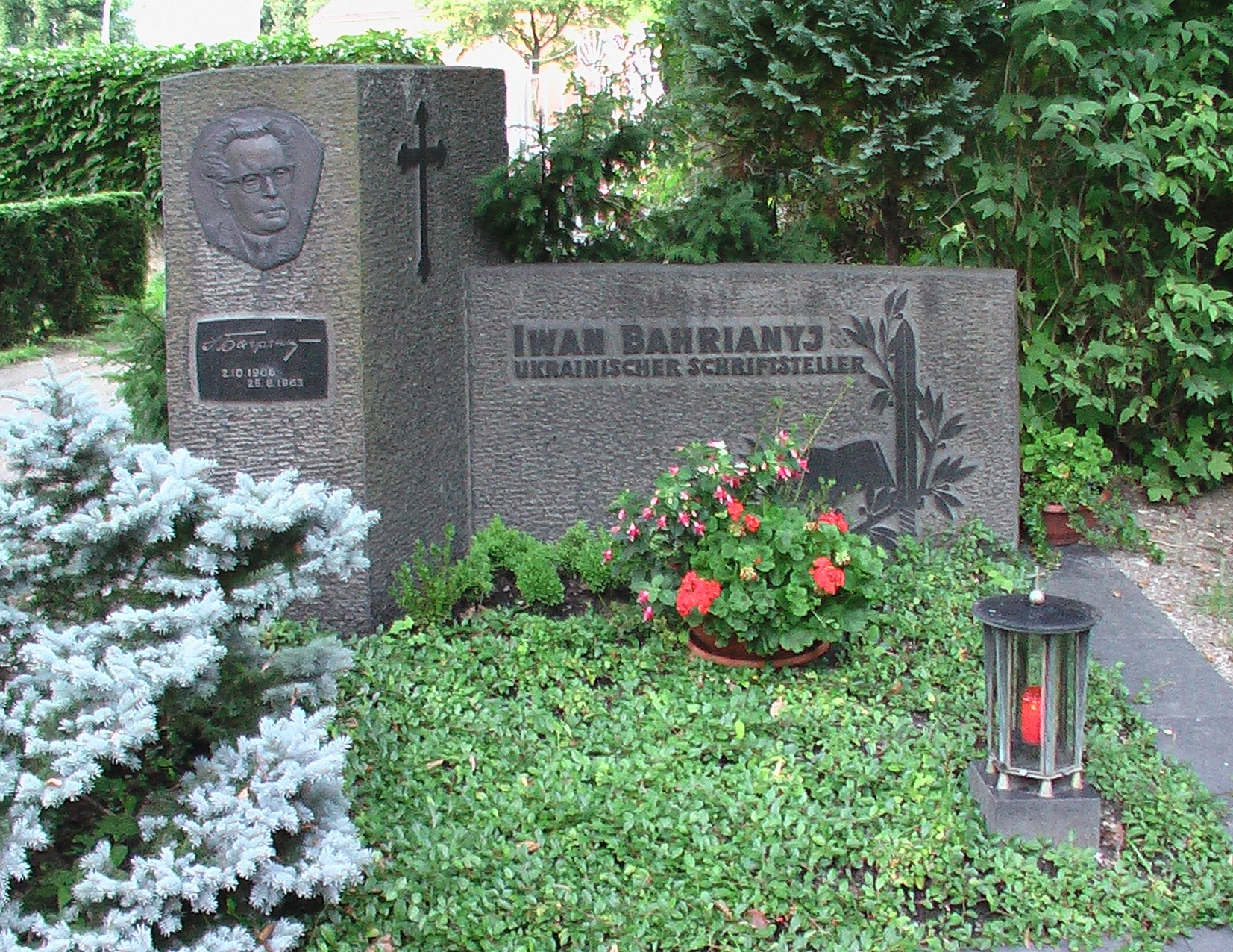
Могила И. Багряного в г. Новый Ульм (Германия)

В 1945 году ещё до разгрома гитлеровских войск, Багряный эмигрировал в Германию по линии ОУН. В лагерях для перемещённых лиц создал с другими писателями организацию «Мистецький український рух».
После войны написал брошюру «Чому я не хочу повертатися до СРСР?» («Почему я не хочу возвращаться в СССР?»), где изложил политическую декларацию от имени бывшего остарбайтера и военнопленного. В памфлете СССР был представлен как «родина-мачеха», устроившая геноцид против собственного народа. 
В 1948 году Багряный основал Украинскую революционно-демократическую партию (УРДП). С этого же года и до самой смерти редактировал газету «Українські вісті», где сотрудничал с Ф. П. Пигидо. Ему противостояли не только советские спецслужбы, но и бандеровское крыло ОУН, представители которого устроили налёт на его жильё в Ульме на пасхальную ночь. Возглавлял исполком Украинского национального совета, был заместителем президента УНР в эмиграции С. Витвицкого.
Скончался 25 августа 1963 года, похоронен в Ной-Ульме (Германия).

## Семья
Первая жена — Антонина Зосимова, дети: Борис и Наталья. В эмиграции женился на Галине Тригуб родом с Тернопольщины. Дети — Нестор и Роксолана.
Первая семья осталась в СССР. Старший сын Борис в 1961 выступил по радио с осуждением антисоветской деятельности отца.

## Премии
- в 1992 году постановлением кабинета министров Украины Ивану Багряному посмертно присудили[6] Государственную премию Украины имени Т. Г. Шевченко — за романы «Сад Гефсиманский» и «Тигроловы».
- 1963 филиал Объединения демократической украинской молодёжи (ОДУМ) в Чикаго начала акцию по предоставлению Нобелевской премии по литературе  Багряному, но внезапная смерть писателя помешала официальном выдвижению его на эту награду[7].

## Сочинения

### Романы
- «Марево» (запрещён к печати цензурой)
- «Скелька», роман в стихах (Харьков, 1930)
- «Тигроловы» (Львов — Краков, 1944)
- «Любимая» (1944; уничтожен автором)
- «Гефсиманский сад» (Сад Гетсиманський, Новый Ульм, 1950)
- «Маруся Богуславка», первая часть эпопеи «Буйный ветер» (Мюнхен, 1957)
- «Человек бежит над пропастью»[8]

### Повести
- «Разгром» (Розгром, повесть-вертеп, 1948)
- «Огненный круг» (Огненне коло, Новый Ульм, 1953)

### Рассказы
- «Чёрные силуэты: пять новелл» (Ахтырка, 1925; состав: "Этюд", «Мещаночка», «Мадонна», «Петро Каменяр», «„Заец“»)
- «Из рассказов старого рыбака» (1927)
- «В сумерках» (1927)
- «Пацан» (1928)
- «Рука» (1928)
- «У горы Митридат» (1929)

### Пьесы
- «Сирень»
- «Генерал» (1944)
- «Моритури» (1947)

### Сборники стихов
- «К запретным границам» (Киев, 1927)
- «В поте лица» (1929) (запрещён к печати цензурой)
- «Золотой бумеранг» (Золотий бумеранґ, 1946)

### Поэмы
- «Монголия» (1927)
- «Собачий пир» (Киев, 1928)
- «Вандея» (1928)
- «Ave Maria» (Ave Maria, Харьков, 1929)
- «Кнут» (1928—1930)
- «Гутенберг» (1928—1930, исчезла в начале 1930-х гг.)
- «Комета», сатирическая эпопея (1928—1930, сохранилась не полностью)
- «Гуляй-Поле» (Тернополь, 1944)[9]
- «Антон Беда, герой труда: повесть о Ди-Пи», сатирическая поэма (Новый Ульм, 1947)[10]
- «Сахарный завод (Поэма о четырех)»
- «Меченосцы»

### Публицистика
- «Стропила над лагерем» (Харьков, 1932)
- «Почему я не хочу возвращаться в СССР?»[11]